# San Ramón (Beni)
San Ramón es una localidad y municipio de Bolivia, ubicado en la provincia de Mamoré del departamento del Beni.
Las principales actividades económicas del municipio son la ganadería y la agricultura.

## Historia
El 31 de agosto de 1792, a orillas del río Machupo, el Capitán Lázaro de Ribera y Espinoza y el gobernador de Moxos, Espinoza de los Monteros, junto a 3.000 indígenas originarios del pueblo Itonama, provenientes de Magdalena, fundaron San Ramón de la Ribera.

## Ubicación
El municipio de San Ramón es uno de los tres municipios de la provincia de Mamoré y se extiende de norte a sur a través de casi toda la extensión de la provincia. Limita al oeste con el municipio de San Joaquín, al sur con la provincia de Cercado, y al este con la provincia de Iténez.
San Joaquín es la localidad más grande y el centro administrativo de la provincia, mientras que San Ramón, con 3.838 habitantes (2001) ocupa la parte occidental del municipio.

## Geografía
El municipio de San Ramón se encuentra en los llanos de Moxos, que con más de 100.000 kilómetros cuadrados es uno de los humedales más grandes del mundo. El tipo de vegetación dominante en la región es el tropical de sabana.
Las fluctuaciones de temperatura son bajas, tanto durante el día y durante el año, la temperatura anual media es más de 26 °C, las temperaturas medias mensuales son entre 24 °C y 29  C. Las precipitaciones anuales de alrededor de 1500 mm y aproximadamente dos veces la precipitación en el centro de Europa. Sólo los meses de junio a agosto son por una estación seca, acuñada en la escasez de precipitaciones que se evaporan rápidamente.
San Ramón tiene importantes recursos hídricos entre los que se encuentra el río Machupo y Negro, los arroyos Guarichona, Guachananoca, Guachayusca y Gualima, así como las lagunas Grande, Rosario y Totaí que son de gran atractivo turístico.

## Demografía
De acuerdo con el censo boliviano de 2024, la población del municipio de San Ramón es de 5 441 habitantes.
La población del municipio aumentó en una décima parte entre 1992 y 2024:
| Año  | Habitantes (municipio) | Fuente |
| ---- | ---------------------- | ------ |
| 1992 | 4 803                  | Censo  |
| 2001 | 5 927                  | Censo  |
| 2012 | 4 955                  | Censo  |
| 2024 | 5 441                  | Censo  |

La densidad de población del municipio era de 0,8 personas / km ² en el censo de 2001, la proporción de población urbana es de 64,7 %.
La esperanza de vida de los recién nacidos en 2001 fue de 69,1 años.
La tasa de alfabetización entre los mayores de 19 años de edad es 91,4 %, mientras que un 93,4 % y 88,9 % en los hombres y en las mujeres (2001).

## División política
El municipio tiene una superficie de 7.889 kilómetros cuadrados y se dividía en dos cantones previo a la Constitución de 2009:
- Cantón de San Ramón - 5684 Población (2001)
- Cantón Las Pampitas - 243 habitantes (2001)